# 以色列—朝鮮關係
以色列－朝鮮關係（希伯來語：‎）指的是朝鮮民主主義人民共和國與以色列國兩國之間的關係。北朝鲜是少数几个不承認以色列國的主權的非伊斯兰国家，又譴責以色列是一個“美帝國主義的衛星國”，自1988年以來，北韓承認巴勒斯坦國對整個以色列但不包括戈蘭高地的主權，並且承認戈蘭高地是敘利亞的一部分。而以色列也不承认朝鲜的主权国家地位，以色列只承认大韓民國政府为朝鲜半岛的唯一合法政府。目前朝以兩國為敵對關係，并且互不承认对方的主权国家地位。

## 歷史事件
北韓在1973年的贖罪日戰爭期間派出20名飛行員和19名非戰鬥人員前往埃及，這支部隊直到戰爭結束前與以方有四至六次的遭遇。在以軍於埃及前線的最後一次空戰中，以色列F-4戰鬥機與北韓人駕駛的米格-21戰鬥機對戰，結果以方擊落一架米格機，另一架被友軍埃及的防空部隊誤傷擊中。
多年來，北韓向以色列的鄰近國家包括伊朗，敘利亞，利比亞和埃及提供導彈技術。多年來與以色列對抗的敘利亞亦長期跟北韓在各自的核計劃之間保持著合作關係。2007年9月6日，以色列空軍在敘利亞代爾祖爾地區的一個目標上進行了空襲。據日本媒體報導，可能有十名在敘利亞建造核反應堆的北韓人在空襲中被殺。
北韓在1986年對西方遊客開放，但排除了以色列、日本、美國和南非白人种族主义政权的公民 。來自其他國家的猶太人在入境北朝鮮时亦經歷到麻煩。
2003年起，以色列一直呼籲世界採取行動，反對北韓的核武器計劃。
2010年5月，以色列外長阿維格多·利伯曼將北韓列為「邪惡軸心」的一部分：“這個包括北韓、敘利亞和伊朗邪惡軸心是對全世界的最大威脅”。
2014年，隨著以色列與加沙的衝突升級，有報導報稱北韓與哈馬斯談判達成軍火交易。數天後朝鮮中央通訊社對此事作出了否認。
2015年10月初，北韓在不理會國際間的警告下進行了核子試爆，受到各界譴責。聯合國安理會於10月14日一致通過制裁決議，包括禁止北韓出入口所有可以用來製造核武及彈道導彈的物料及器材，以及禁止入口奢侈品，下令各國禁止涉及北韓武器計劃的人員入境並凍結其資產。以色列對於北韓核試的反應非常大，因其認定北韓成功發展核武肯定會令伊朗的核計劃的進展加快，最終有可能導致以色列失去在中東壟斷核武技術的地位。以色列電台報道：「耶路撒冷的消息人士認為，核武技術將會在短時間內傳到伊朗，令伊朗加快核武計劃。利庫德集團前外長Silvan Shalom表示，一直支持伊朗和北韓的中國與俄羅斯，這次亦不能坐視不理，或者說他們再不能阻止國際社會作出尖銳的回應。」特拉維夫報報道：「北韓與伊朗和敘利亞的軍事關係密切，北韓一直有出售地對地導彈和彈道導彈技術給兩國。一名以色列高級官員警告，伊朗將會加快核計劃，因為他們現在有了北韓這個榜樣，認為只要有核武在手就沒人夠膽攻擊。」
2016年，北韓允許以色列國民前往該國旅行，簽證申請程序和在朝旅行限制與其他西方旅客一樣。
2024年5月，朝鲜外务省发布声明，对巴勒斯坦和两国方案表示支持，谴责美国和以色列。

## 參者來源
1. ↑  Haggard, M. . Asian Survey (California, United States: University of California Press). 1965, 5 (8): 375–388. ISSN 0004-4687. OCLC 48536955. doi:10.2307/2642410.
2. ↑  Benjamin R. Young, How North Korea has been arming Palestinian militants for decades （页面存档备份，存于）, NK News, June 25th, 2014
3. ↑  David Cenciotti, Israeli F-4s Actually Fought North Korean MiGs During the Yom Kippur War （页面存档备份，存于）, Jun. 25, 2013
4. ↑  .   [2016-11-10]. （原始内容存档于2018-12-24）.
5. ↑  .   [2016-11-10]. （原始内容存档于2018-12-24）.
6. ↑  .   [2016-11-10]. （原始内容存档于2010-07-25）.
7. ↑  Japanese Media: North Koreans May Have Died in Israel Raid in Syria （页面存档备份，存于）, Haaretz, 29.04.2008
8. ↑  Koh, B. . Asian Survey (California, United States: University of California Press). 1988, 28 (1): 62–70. ISSN 0004-4687. OCLC 48536955. doi:10.1525/as.1988.28.1.01p0121e.
9. ↑  .   [2016-11-10]. （原始内容存档于2016-03-03）.
10. ↑  . Daily Telegraph. 26 July 2014  [10 Nov 2016]. （原始内容存档于2018-12-24）.
11. ↑  . Daily Telegraph. 26 July 2014  [31 May 2015]. （原始内容存档于2018-12-24）.
12. ↑  朱凱廸, 北韓核試 伊朗避風頭 （页面存档备份，存于）, 獨立媒體, 2006-10-19
13. ↑  . 朝鲜中央通讯社. 2024-05-12  [2024-05-13]. （原始内容存档于2024-05-12）.